# Campeonato Europeu de Natação em Piscina Curta de 2005
O Campeonato Europeu de Natação em Piscina Curta de 2005 foi a 9ª edição do evento organizado pela Liga Europeia de Natação (LEN). A competição foi realizada entre os dias 8 e 11 de dezembro de 2005 nas Piscinas Bruno Bianchi, em Trieste na Itália. Contou com 38 provas com destaque para a Alemanha que obteve 16 medalhas, sendo 5 de ouro.

## Medalhistas
Esses foram os resultados da competição. 

### Masculino
| Evento          | Ouro                                                                             | Ouro     | Prata                                                                        | Prata    | Bronze                                                                   | Bronze   |
| 50 m Livre      | Mark Foster · Reino Unido                                                        | 21.27    | Frédérick Bousquet · França                                                  | 21.47    | Johan Kenkhuis · Países Baixos                                           | 21.51    |
| 100 m Livre     | Filippo Magnini · Itália                                                         | 46.52    | Steffen Deibler · Alemanha                                                   | 47.43    | Evgeny Lagunov · Rússia                                                  | 47.55    |
| 200 m Livre     | Filippo Magnini · Itália                                                         | 1:42.89  | Massimiliano Rosolino · Itália                                               | 1:43.32  | Ross Davenport · Reino Unido                                             | 1:43.93  |
| 400 m Livre     | Yuri Prilukov · Rússia                                                           | 3:37.81  | Paweł Korzeniowski · Polónia                                                 | 3:28.20  | Paul Biedermann · Alemanha                                               | 3:39.88  |
| 1500 m Livre    | Yuri Prilukov · Rússia                                                           | 14:27.12 | David Davies · Reino Unido                                                   | 14:35.94 | Mateusz Sawrymowicz · Polónia                                            | 14:38.86 |
| 50 m Costas     | Thomas Rupprath · Alemanha                                                       | 23.57    | Arkady Vyatchanin · Rússia                                                   | 23.95    | Liam Tancock · Reino Unido                                               | 24.06    |
| 100 m Costas    | László Cseh · Hungria                                                            | 51.29    | Arkady Vyatchanin · Rússia                                                   | 51.47    | Thomas Rupprath · Alemanha                                               | 51.50    |
| 200 m Costas    | Markus Rogan · Áustria                                                           | 1:50.43  | Arkady Vyatchanin · Rússia                                                   | 1:50.77  | Gordan Kožulj · Croácia                                                  | 1:53.01  |
| 50 m Peito      | Oleg Lisogor · Ucrânia                                                           | 26.67    | Alessandro Terrin · Itália                                                   | 26.79    | Matjaž Markič · Eslovênia                                                | 27.98    |
| 100 m Peito     | Oleg Lisogor · Ucrânia                                                           | 58.07    | Romanos Alyfantis · Grécia                                                   | 58.08    | Valeriy Dymo · Ucrânia                                                   | 58.60    |
| 200 m Peito     | Sławomir Kuczko · Polónia                                                        | 2:07.01  | Grigory Falko · Rússia                                                       | 2:07.04  | Paolo Bossini · Itália                                                   | 2:07.70  |
| 50 m Borboleta  | Lars Frölander · Suécia                                                          | 23.08    | Mark Foster · Reino Unido                                                    | 23.12    | Matti Rajakylä · Finlândia                                               | 23.17    |
| 100 m Borboleta | Thomas Rupprath · Alemanha                                                       | 50.55    | Yevgeni Korotyshkin · Rússia                                                 | 51.32    | Peter Mankoč · Eslovênia                                                 | 51.47    |
| 200 m Borboleta | Paweł Korzeniowski · Polónia                                                     | 1:50.89  | Helge Meeuw · Alemanha                                                       | 1:52.49  | Nikolay Skvortsov · Rússia                                               | 1:53.58  |
| 100 m Medley    | Peter Mankoč · Eslovênia                                                         | 52.65    | Oleg Lisogor · Ucrânia                                                       | 53.38    | Vytautas Janušaitis · Lituânia                                           | 54.16    |
| 200 m Medley    | László Cseh · Hungria                                                            | 1:53.46  | Vytautas Janušaitis · Lituânia                                               | 1:55.52  | Alessio Boggiatto · Itália                                               | 1:56.11  |
| 400 m Medley    | László Cseh · Hungria                                                            | 4:00.37  | Luca Marin · Itália                                                          | 4:02.88  | Alessio Boggiatto · Itália                                               | 4:06.38  |
| 4x50 m Livre    | Países Baixos · Mark Veens · Mitja Zastrow · Gijs Damen · Johan Kenkhuis         | 1:25.03  | França · Julien Sicot · David Maitre · Alain Bernard · Frédérick Bousquet    | 1:25.40  | Reino Unido · Mark Foster · Liam Tancock · Chris Cozens · Anthony Howard | 1:25.85  |
| 4x50 m Medley   | Alemanha · Thomas Rupprath · Mark Warnecke · Johannes Dietrich · Steffen Deibler | 1:34.83  | Ucrânia · Andriy Oleynyk · Oleg Lisogor · Sergiy Breus · Vyacheslav Shyrshov | 1:34.91  | Reino Unido · Liam Tancock · Chris Cook · Matthew Clay · Mark Foster     | 1:35.22  |

### Feminino
| Evento          | Ouro                                                                                  | Ouro    | Prata                                                                                   | Prata   | Bronze                                                                                   | Bronze  |
| 50 m Livre      | Marleen Veldhuis · Países Baixos                                                      | 24.32   | Cristina Chiuso · Itália                                                                | 24.37   | Anna-Karin Kammerling · Suécia                                                           | 24.52   |
| 100 m Livre     | Marleen Veldhuis · Países Baixos                                                      | 52.84   | Hanna-Maria Seppälä · Finlândia                                                         | 53.36   | Petra Dallmann · AlemanhaAlena Popchanka · França                                        | 53.56   |
| 200 m Livre     | Josefin Lillhage · SuéciaFederica Pellegrini · Itália                                 | 1:55.54 | Nenhum                                                                                  |         | Paulina Barzycka · Polónia                                                               | 1:55.97 |
| 400 m Livre     | Laure Manaudou · França                                                               | 3:56.79 | Joanne Jackson · Reino Unido                                                            | 4:01.12 | Federica Pellegrini · Itália                                                             | 4:02.81 |
| 800 m Livre     | Laure Manaudou · França                                                               | 8:11.25 | Anastasia Ivanenko · Rússia                                                             | 8:14.51 | Flavia Rigamonti · Suíça                                                                 | 8:20.32 |
| 50 m Costas     | Louise Ørnstedt · Dinamarca                                                           | 27.26   | Janine Pietsch · Alemanha                                                               | 27.47   | Aleksandra Gerasimenya · Bielorrússia                                                    | 27.59   |
| 100 m Costas    | Laure Manaudou · França                                                               | 58.12   | Louise Ørnstedt · Dinamarca                                                             | 58.63   | Janine Pietsch · Alemanha                                                                | 58.65   |
| 200 m Costas    | Irina Amshennikova · Ucrânia                                                          | 2:05.12 | Louise Ørnstedt · Dinamarca                                                             | 3:06.44 | Annika Liebs · Alemanha                                                                  | 2:06.73 |
| 50 m Peito      | Janne Schaefer · Alemanha                                                             | 30.62   | Beata Kaminska · Polónia                                                                | 30.71   | Elena Bogomazova · Rússia                                                                | 30.88   |
| 100 m Peito     | Beata Kaminska · Polónia                                                              | 1:06.51 | Elena Bogomazova · Rússia                                                               | 1:06.88 | Simone Weiler · AlemanhaChiara Boggiatto · Itália                                        | 1:06.98 |
| 200 m Peito     | Anne Poleska · Alemanha                                                               | 2:23.06 | Katarzyna Dulian · Polónia                                                              | 2:23.24 | Chiara Boggiatto · Itália                                                                | 2:23.40 |
| 50 m Borboleta  | Anna-Karin Kammerling · Suécia                                                        | 25.05   | Inge Dekker · Países Baixos                                                             | 26.20   | Fabienne Nadarajah · Áustria                                                             | 26.32   |
| 100 m Borboleta | Martina Moravcová · Eslováquia                                                        | 58.19   | Alena Popchanka · França                                                                | 58.27   | Johanna Sjöberg · Suécia                                                                 | 58.39   |
| 200 m Borboleta | Beatrix Boulsevicz · Hungria                                                          | 2:06.22 | Mette Jacobsen · Dinamarca                                                              | 2:07.12 | Aurore Mongel · França                                                                   | 2:07.52 |
| 100 m Medley    | Hanna-Maria Seppälä · Finlândia                                                       | 1:00.71 | Hanna Eriksson · Suécia                                                                 | 1:01.18 | Hinkelien Schreuder · Países Baixos                                                      | 1:01.21 |
| 200 m Medley    | Katarzyna Baranowska · Polónia                                                        | 2:10.25 | Aleksandra Urbanczyk · Polónia                                                          | 2:11.11 | Daria Belyakina · Rússia                                                                 | 2:11.62 |
| 400 m Medley    | Katarzyna Baranowska · Polónia                                                        | 4:33.70 | Anastasia Ivanenko · Rússia                                                             | 4:35.27 | Zsuzsanna Jakabos · Hungria                                                              | 4:35.68 |
| 4x50 m Livre    | Países Baixos · Hinkelien Schreuder · Inge Dekker · Chantal Groot · Marleen Veldhuis  | 1:36.27 | Suécia · Johanna Sjöberg · Anna-Karin Kammerling · Josefin Lillhage · Therese Alshammar | 1:36.75 | Alemanha · Dorothea Brandt · Daniela Samulski · Petra Dallmann · Daniela Götz            | 1:38.90 |
| 4x50 m Medley   | Países Baixos · Hinkelien Schreuder · Moniek Nijhuis · Inge Dekker · Marleen Veldhuis | 1:47.44 | Alemanha · Janine Pietsch · Janne Schaefer · Daniela Samulski · Dorothea Brandt         | 1:47.68 | Suécia · Therese Alshammar · Rebecca Ejdervik · Anna-Karin Kammerling · Josefin Lillhage | 1:49.07 |

## Quadro de medalhas
| Ordem | País          | Medalha de ouro | Medalha de prata | Medalha de bronze | Total |
| ----- | ------------- | --------------- | ---------------- | ----------------- | ----- |
| 1     | Alemanha      | 5               | 4                | 7                 | 16    |
| 2     | Polónia       | 5               | 4                | 2                 | 11    |
| 3     | Países Baixos | 5               | 1                | 2                 | 8     |
| 4     | Hungria       | 4               | 0                | 1                 | 5     |
| 5     | Itália        | 3               | 4                | 6                 | 13    |
| 6     | França        | 3               | 3                | 2                 | 8     |
| 7     | Suécia        | 3               | 2                | 3                 | 8     |
| 8     | Ucrânia       | 3               | 2                | 1                 | 6     |
| 9     | Rússia        | 2               | 8                | 4                 | 14    |
| 10    | Reino Unido   | 1               | 3                | 4                 | 8     |
| 11    | Dinamarca     | 1               | 3                | 0                 | 4     |
| 12    | Finlândia     | 1               | 1                | 1                 | 3     |
| 13    | Eslovênia     | 1               | 0                | 2                 | 3     |
| 14    | Áustria       | 1               | 0                | 1                 | 2     |
| 15    | Eslováquia    | 1               | 0                | 0                 | 1     |
| 16    | Lituânia      | 0               | 1                | 1                 | 2     |
| 17    | Grécia        | 0               | 1                | 0                 | 1     |
| 18    | Bielorrússia  | 0               | 0                | 1                 | 1     |
| 18    | Croácia       | 0               | 0                | 1                 | 1     |
| 18    | Suíça         | 0               | 0                | 1                 | 1     |
| Total | Total         | 39              | 37               | 40                | 116   |

Legenda
| Recorde mundial       | Recorde mundial (World record)               |                       | Recorde africano                      | Recorde africano (African) |                                           | Q | Classificado por posição (Qualified) |
| Recorde do campeonato | Recorde do campeonato (Championship record)  | Recorde da América    | Recorde da América (Americas)         | q                          | Classificado por melhor tempo (Qualified) |   |                                      |
| Melhor marca do ano   | Melhor marca do ano (World leading)          | Recorde asiático      | Recorde asiático (Asian)              | DNS                        | Não largou (Did not start)                |   |                                      |
| Recorde nacional      | Recorde nacional (National record)           | Recorde europeu       | Recorde europeu (European)            | DNF                        | Não terminou (Did not finish)             |   |                                      |
| Recorde pessoal       | Recorde pessoal do atleta (Personal best)    | Recorde da Oceania    | Recorde da Oceania (Oceania)          | DSQ / DQ                   | Desclassificado (Disqualified)            |   |                                      |
| Recorde da temporada  | Recorde da temporada do atleta (Season best) | Recorde sul-americano | Recorde sul-americano (South America) | NM                         | Sem marca (No mark)                       |   |                                      |